# Priyanka Pawar
Priyanka Pawar (née le 3 avril 1988 à Muzaffarnagar) est une athlète indienne, spécialiste du 400 m.

## Carrière
Elle remporte le titre du relais 4 x 400 m lors des Jeux asiatiques à Incheon en 2014, avec ses compatriotes Tintu Lukka, Mandeep Kaur et M. R. Poovamma. Elle est suspendue 8 ans pour dopage pour un test positif survenu lors d'une compétition à Hyderabad le 2 juillet 2016. Sa suspension prend fin le 28 juillet 2024.